# Lost angel
「lost angel」（ロスト・エンジェル）は、日本の音楽ユニット・day after tomorrowの9作目のシングル。

## 概要
- 前作「螢火/Show Time」から約6か月ぶりにして、「moon gate」以来3作ぶりのトリプルA面シングル。
- 「DAY STAR」「moon gate」と異なり、作品タイトルではなく表題1曲目をタイトルに冠して発売された。
- 表題1曲目は木内晶子主演のテレビドラマ『女医・優〜青空クリニック〜』の主題歌に使用された。テレビドラマのタイアップは「My faith」以来7作ぶり通算2度目となった。
- 表題2曲目はゲームソフト『テイルズ オブ シンフォニア』のテーマソングに使用された。同ゲームソフトのタイアップは「Starry Heavens」以来3作ぶり通算2度目となった。
- 表題3曲目はデニス・クエイドとジェイク・ジレンホール主演の映画『デイ・アフター・トゥモロー』の日本語吹き替え版エンディングテーマに使用され、初の映画タイアップとなった。
- CCCD+DVD規格とCCCD規格の2形態で発売され、DVDには全表題曲のビデオクリップが収録された。シングルによる複数形態発売は今作が初となり、同時にCCCD規格で発売された最後の作品でもある。
- オリコンチャート初登場4位を獲得。5作連続でトップ10入りを果たした。

## 収録曲
| 全編曲: 五十嵐充、day after tomorrow。 |                                              |           |           |                      |       |
| #                                      | タイトル                                     | 作詞      | 作曲      | ストリングスアレンジ | 時間  |
| 1.                                     | 「lost angel」                               | 五十嵐充  | 鈴木大輔  |                      | 5:16  |
| 2.                                     | 「そして僕にできるコト」                     | 五十嵐充  | 鈴木大輔  |                      | 4:20  |
| 3.                                     | 「more than a million miles」                | 五十嵐充  | 北野正人  | 弦一徹               | 6:02  |
| 4.                                     | 「lost angel -Instrumental-」                |           | 鈴木大輔  |                      | 5:16  |
| 5.                                     | 「そして僕にできるコト -Instrumental-」      |           | 鈴木大輔  |                      | 4:21  |
| 6.                                     | 「more than a million miles -Instrumental-」 |           | 北野正人  | 弦一徹               | 5:58  |
| 合計時間:                              | 合計時間:                                    | 合計時間: | 合計時間: | 合計時間:            | 31:13 |

### 解説
1. lost angel
2. そして僕にできるコト
3. more than a million miles
今作に先行して発売された同名の映像作品の楽曲版。
4. lost angel -Instrumental-
表題1曲目のインストゥルメンタルバージョン。
5. そして僕にできるコト -Instrumental-
表題2曲目のインストゥルメンタルバージョン。
6. more than a million miles -Instrumental-
表題3曲目のインストゥルメンタルバージョン。

## 参加ミュージシャン
day after tomorrow
- misono：Vocals
- 北野正人：Guitar
- 鈴木大輔：Keyboards

support musician
- 五十嵐充：Programming & Keyboards (全曲)
- 加藤薫：Electric Guitar & Acoustic Guitar (全曲)
- 弦一徹ストリングス：Strings (#3,6)
- 川村ゆみ：Backing Vocals (#1〜3)

## タイアップ
- フジテレビ系列昼の帯ドラマ『女医・優〜青空クリニック〜』主題歌 (#1)
- ナムコ社製PlayStation 2専用ゲームソフト『テイルズ オブ シンフォニア』テーマソング (#2)
- 20世紀フォックス映画配給映画『デイ・アフター・トゥモロー』日本語吹き替え版エンディングテーマ (#3)

## 収録アルバム
- day alone (#1〜3)
- complete Best (#1〜3)
- single Best (#1)
- Selection Best Album (#1〜3)
- ドラマと涙 〜懐かしい思い出と、あの頃の歌〜 (#1)
- The Best of Tales (#2)
- Tales with misono -BEST- (#2)